# Такелаж
Такела́ж (на нидерландски: takelage (от takel – оборудване)) е общо наименование на всички принадлежности на съда или стъкмяването на отделната мачта или рангоута, употребяващо се за закрепване и управляването на рангоута и ветрилата. Такелажът се дели на неподвижен и подвижен.
Неподвижният такелаж служи за удържане на рангоутните части в съответно положение, подвижният – за поставяне и сваляне на ветрилата, управлението им, изменение на направлението на отделните части на рангоута.
За неподвижния такелаж се употребяват: на големите съдове предимно поцинковани стоманени въжета, като най-здрави и дълговечни; на малките съдове се поставят насмолени конопени въжета. На ветроходните яхти най-често се използват въжета или пръти от неръждаема стомана клас A4 по ISO (316 по SAE) или синтетични плетени въжета от полиетилен със свръхвисоко молекулно тегло UHMWPE (напр. Dyneema). В някои части на неподвижния такелаж се употребяват вериги (напр. верижния борг, на който виси долната рея) – с къси звена без просвети, за по-голяма гъвкавост.
За подвижния такелаж се използват стоманени, конопени или изкуствени въжета.
Такелажни работи се наричат работите по оправяне на такелажа, поставянето на частите на рангоута на място, неговото окомплектуване и, освен това, всички работи с въжета, например, свързване и заплитане на въжета, изплитането на конопени рогозки и мрежи и т.н. за кораба.